# Мирис кише на Балкану (представа)
Мирис кише на Балкану је позоришна представа коју је режирала Ана Радивојевић, као адаптацију истоименог романа Гордане Куић. Драматург је Небојша Ромчевић, који је радио уз патронат саме Куићеве. Премијера ове представе се одиграла 12. априла 2009. године Мадленијануму у Београду. Музику за представу радила је Александра Ковач.

### Опис представе
Представа је остала верна роману, па се бави животом једне сарајевске породице сефардских Јевреја, у време Другог светског рата.

## Ликови и улоге
| Лица   | Глумци             |
| ------ | ------------------ |
| Бланки | Слобода Мићаловић  |
| Игњо   | Иван Босиљчић      |
| Мина   | Дубравка Мијатовић |
| Бука   | Исидора Минић      |
| Естера | Љиљана Стјепановић |
| Рики   | Јована Балашевић   |
| Владан | Милош Тимотијевић  |
|        | Марко Николић      |
|        | Синиша Убовић      |